# فيرا زيما
فيرا زيما (بالكرواتية: Vera Zima)‏(21 مارس 1953 - 7 نوفمبر 2020)، هي ممثلة كرواتية. ظهرت في أكثر من خمسين فيلمًا منذ عام 1975. هي من أب سلوفاكي الأصل. 

## روابط خارجية
- فيرا زيما في قاعدة بيانات الأفلام على الإنترنت